# Eccellenza Basilicata 1999-2000
Il campionato italiano di calcio di Eccellenza regionale 1999-2000 è stato il nono organizzato in Italia. Rappresenta il sesto livello del calcio italiano. Questo è il campionato regionale della regione Basilicata.

## Stagione

### Novità
Dal campionato di Eccellenza Basilicata 1998-1999 era stato promosso in Serie D il Ferrandina, mentre il Ruoti, il Matera e la Santarcangiolese erano stati retrocessi nel campionato di Promozione Basilicata. Dal campionato di Promozione Basilicata 1998-1999 erano stati promossi in Eccellenza il Chiaromonte, lo Sporting Potenza e l'Horatiana Venosa, classificatisi nelle prime tre posizioni. Dal Campionato Nazionale Dilettanti 1998-1999 era stato retrocesso il Policoro.
Il Pescopagano ha rinunciato all'iscrizione al campionato di Eccellenza, di conseguenza è stata ammessa l'A.C. Matera.
L'"A.C. Matera" ha cambiato denominazione in "A.C. Matera Promos Consult".

### Formula
Le 16 squadre partecipanti disputano un girone all'italiana con partite di andata e ritorno per un totale di 30 giornate. La prima classificata viene promossa in Serie D. La squadra seconda classificata viene ammessa agli spareggi nazionali per la promozione in Serie D. Le ultime due classificate vengono retrocesse direttamente nel campionato di Promozione.

## Squadre partecipanti
| Squadra                          | Città (provincia)         | Stagione 1998-1999           |
| -------------------------------- | ------------------------- | ---------------------------- |
| U.S. Agromonte                   | Agromonte Magnano (PZ)    | 12º in Eccellenza Basilicata |
| U.S. Balvano                     | Balvano (PZ)              | 10º in Eccellenza Basilicata |
| Pol. Baragiano                   | Baragiano (PZ)            | 5º in Eccellenza Basilicata  |
| A.C. Chiaromonte                 | Chiaromonte (PZ)          | 1º in Promozione Basilicata  |
| Pol. Comprensorio Sport Pisticci | Pisticci (MT)             | 7º in Eccellenza Basilicata  |
| F.C. Francavilla                 | Francavilla in Sinni (PZ) | 13º in Eccellenza Basilicata |
| A.C. Horatiana Venosa            | Venosa (PZ)               | 3º in Promozione Basilicata  |
| A.C. Lagonegro Calcio            | Lagonegro (PZ)            | 6º in Eccellenza Basilicata  |
| A.C. Matera Promos Consult       | Matera                    | 15º in Eccellenza Basilicata |
| A.S. Materasassi                 | Matera                    | 3º in Eccellenza Basilicata  |
| Pol. Moliterno                   | Moliterno (PZ)            | 11º in Eccellenza Basilicata |
| S.C. Policoro                    | Policoro (MT)             | 18º in C.N.D./H              |
| F.C. Sporting Potenza            | Potenza                   | 2º in Promozione Basilicata  |
| Sporting Villa d'Agri            | Marsicovetere (PZ)        | 4º in Eccellenza Basilicata  |
| S.C. Tito                        | Tito (PZ)                 | 8º in Eccellenza Basilicata  |
| C.S. Vultur                      | Rionero in Vulture (PZ)   | 2º in Eccellenza Basilicata  |

## Classifica finale
|  | Pos. | Squadra                    | Pt | G  | V  | N  | P  | GF | GS | DR  |
|  | ---- | -------------------------- | -- | -- | -- | -- | -- | -- | -- | --- |
|  | 1.   | Materasassi                | 74 | 30 | 23 | 5  | 2  | 70 | 16 | +54 |
|  | 2.   | FC Francavilla             | 57 | 30 | 16 | 9  | 5  | 53 | 35 | +18 |
|  | 3.   | Matera Promos Consult      | 52 | 30 | 15 | 7  | 8  | 55 | 35 | +20 |
|  | 4.   | Vultur Rionero             | 51 | 30 | 15 | 6  | 9  | 52 | 34 | +18 |
|  | 5.   | Pisticci                   | 51 | 30 | 15 | 6  | 9  | 37 | 29 | +8  |
|  | 6.   | Horatiana Venosa           | 51 | 30 | 15 | 6  | 9  | 49 | 46 | +3  |
|  | 7.   | Baragiano                  | 45 | 30 | 12 | 9  | 9  | 39 | 27 | +12 |
|  | 8.   | Sporting Potenza           | 44 | 30 | 12 | 8  | 10 | 40 | 36 | +4  |
|  | 9.   | Lagonegro                  | 44 | 30 | 12 | 8  | 10 | 39 | 39 | 0   |
|  | 10.  | Policoro                   | 32 | 30 | 8  | 8  | 14 | 37 | 47 | -10 |
|  | 11.  | Agromonte                  | 31 | 30 | 8  | 7  | 15 | 39 | 47 | -8  |
|  | 12.  | Tito                       | 31 | 30 | 9  | 4  | 17 | 29 | 43 | -14 |
|  | 13.  | Balvano                    | 30 | 30 | 7  | 9  | 14 | 33 | 59 | -26 |
|  | 14.  | Moliterno                  | 30 | 30 | 6  | 12 | 12 | 20 | 37 | -17 |
|  | 15.  | Chiaromonte                | 27 | 30 | 7  | 6  | 17 | 32 | 46 | -14 |
|  | 16.  | Sporting Villa d'Agri (-1) | 11 | 30 | 2  | 6  | 22 | 22 | 70 | -48 |

Legenda:
      Promossa in Serie D 2000-2001
      Ammessa ai play-off nazionali
      Retrocessa in Promozione 2000-2001
Note:
Tre punti a vittoria, uno a pareggio, zero a sconfitta.
Lo Sporting Villa d'Agri ha scontato 1 punto di penalizzazione.

## Spareggio salvezza
Allo spareggio salvezza sono stati ammessi il Balvano e il Moliterno, avendo concluso a pari punti al tredicesimo posto.
|         | Risultati |           | Luogo e data |
| ------- | --------- | --------- | ------------ |
| Balvano | 1 - 0     | Moliterno | ?, ?         |
|         |           |           |              |